# César-díjak 2010
A 35. César-díj átadó ünnepségre 2010. február 27-én került sor a párizsi Châtelet Színházban. Az ünnepség elnöke Marion Cotillard színésznő  volt.
A francia filmes szakma mintegy 3900 képviselőjének szavazata alapján összeállított jelölések listáját 2009. január 22-én hozták nyilvánosságra. Eredetileg 566 filmre, 858 filmtechnikai szakemberre, 1446 színésznőre és színészre, valamint 649 szerzőre tettek javaslatot. Végül minden kategóriában 5-5 alkotást jelöltek, kivéve a legjobb francia, illetve a legjobb külföldi film kategóriákat, amelyekben 7-7 film versenyzett, az előbbiek többnemzetes koprodukciók is lehettek.
A rendezvény alkalmat adott arra, hogy a filmművészet közelmúltbeli nagy alakjairól is megemlékezzenek:
- A tiszteletbeli Césart a mozivászon kalandhőseinek élő megtestesítője, Harrison Ford vehette át; továbbá
- Tisztelettel adóztak a második világháború utáni francia új hullám kulcsfigurájának, a január 11-én elhunyt Éric Rohmernek.

13 jelöléssel, a szakmabeliek a rendezvény legnagyobb favoritjának Jacques Audiard A próféta című, aktuális szociális problémákat feszegető alkotását tartották. (Ilyen rekord nagyságú jelölést eddig csak a Cyrano de Bergerac ért el 1991-ben, Gérard Depardieu főszereplésével.) 6 másik film  is esélyesként indult a fontosabb díjak egyikére: A l'origine (11 jelölés),  Isten hozott! (10 jelölés), A koncert (6 jelölés), Les herbes folles (4 jelölés), Emberrablás (4 jelölés) és A szoknya napja (3 jelölés). Végül a papírforma érvényesült: A próféta 9 díjat sepert be, köztük a legjelentősebbeket: legjobb film, a legjobb rendezés, a legjobb eredeti forgatókönyv, s a legjobb színész stb.  A két legnagyobb vesztes az A l'origine és az Isten hozott! lett: az előbbi csupán egy díjat, míg az utóbbi egyetlenegyet sem kapott.
A legjobb külföldi film díját Clint Eastwood alkotása, a Gran Torino kapta, az erős mezőnyben olyan filmeket utasítva maga mögé, mint a sokkal esélyesebbnek vélt Avatar, a Pánikfalva, a Gettómilliomos és A fehér szalag, amely 2009-ben már Arany Pálmát nyert.
Az előzetes jelölésben több érdekesség volt:
- François Cluzet-t két filmmel is jelölték a legjobb színész kategóriában (A l'origine és A javulás útján.)
- A fiatal Tahar Rahim két kategóriában is jelölt volt: a (legjobb színész és legígéretesebb fiatal színész) - mindkettőt meg is nyerte.
- A több kisebb díjra jelölt Coco Chanel két jelmeztervezője is versenyben volt a díjért, egyikük haza is vitte a Césart.

## Díjazottak és jelöltek
| Díjak                            | Díjazottak és jelöltek |
| -------------------------------- | --- |

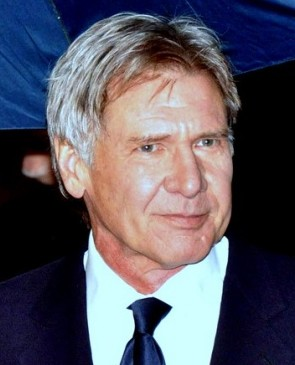
A Tiszteletbeli César elismerést Harrison Ford vehette át, életművéért

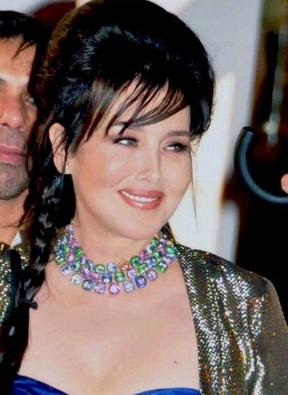
A legjobb színésznő: Isabelle Adjani

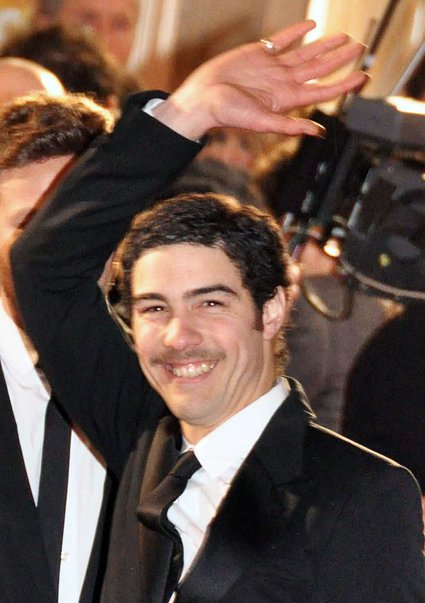
A legjobb színész: Tahar Rahim

| Legjobb film                     | - A próféta (Un prophète), rendezte: Jacques Audiard - A koncert (Le concert), rendezte: Radu Mihăileanu - A l'origine, rendezte: Xavier Giannoli - A szoknya napja (La journée de la jupe), rendezte: Jean-Paul Lilienfeld - Emberrablás (Rapt), rendezte: Lucas Belvaux - Isten hozott! (Welcome), rendezte: Philippe Lioret - Les herbes folles, rendezte: Alain Resnais |
| Legjobb rendező                  | - Jacques Audiard – A próféta (Un prophète) - Lucas Belvaux – Emberrablás (Rapt) - Xavier Giannoli – A l'origine - Philippe Lioret – Isten hozott! (Welcome) - Radu Mihăileanu – A koncert (Le concert) |
| Legjobb színésznő                | - Isabelle Adjani – A szoknya napja (La journée de la jupe) - Dominique Blanc – L'autre - Sandrine Kiberlain – Mese a szerelemről (Mademoiselle Chambon) - Kristin Scott Thomas – Új élet (Partir) - Audrey Tautou – Coco Chanel (Coco avant Chanel) |
| Legjobb színész                  | - Tahar Rahim – A próféta (Un prophète) - Yvan Attal – Emberrablás (Rapt) - François Cluzet – A javulás útján (Le dernier pour la route) - François Cluzet – A l'origine - Vincent Lindon – Isten hozott! (Welcome) |
| Legjobb mellékszereplő színésznő | - Emmanuelle Devos – A l'origine - Aure Atika – Mese a szerelemről (Mademoiselle Chambon) - Anne Consigny – Emberrablás (Rapt) - Audrey Dana – Isten hozott! (Welcome) - Noémie Lvovsky – Helyes kölykök (Les beaux gosses) |
| Legjobb mellékszereplő színész   | - Niels Arestrup – A próféta (Un prophète) - Jean-Hugues Anglade – Hajsza (Persécution) - Joey Starr – Színésznők bálja (Le bal des actrices) - Benoît Poelvoorde – Coco Chanel (Coco avant Chanel) - Michel Vuillermoz – A javulás útján (Le dernier pour la route) |
| Legígéretesebb fiatal színésznő  | - Mélanie Thierry – A javulás útján (Le dernier pour la route) - Pauline Étienne – A beszélő titkai (Qu’un seul tienne et les autres suivront) - Florence Loiret Caille – Szerettem őt (Je l’aimais) - Soko – A l'origine - Christa Theret – LOL - Zűrös kamaszok (LOL (Laughing Out Loud) ®) |
| Legígéretesebb fiatal színész    | - Tahar Rahim – A próféta (Un prophète) - Firat Ayverdi – Isten hozott! (Welcome) - Adel Bencherif – A próféta (Un prophète) - Vincent Lacoste – Helyes kölykök (Les beaux gosses) - Vincent Rottiers – Je suis heureux que ma mère soit vivante |
| Legjobb operatőr                 | - Stephane Fontaine – A próféta (Un prophète) - Christophe Beaucarne – Coco Chanel (Coco avant Chanel) - Laurent Dailland – Isten hozott! (Welcome) - Éric Gautier – Les herbes folles - Glynn Speeckaert – A l'origine |
| Legjobb vágás                    | - Juliette Welfling – A próféta (Un prophète) - Célia Lafitedupont – A l'origine - Hervé de Luze – Les herbes folles - Andréa Sesdlackova – Isten hozott! (Welcome) - Ludo Troch – A koncert (Le concert) |
| Legjobb eredeti forgatókönyv     | - Jacques Audiard, Thomas Bidegain, Abdel Raouf Dafri és Nicolas Peufaillit – A próféta (Un prophète) - Alain-Michel Blanc – A koncert (Le concert) - Xavier Giannoli – A l'origine - Jean-Paul Lilienfeld – A szoknya napja (La journée de la jupe) - Olivier Adam – Isten hozott! (Welcome) |
| Legjobb adaptáció                | - Stéphane Brizé és Florence Vignon – Mese a szerelemről (Mademoiselle Chambon) - Anne Fontaine és Camille Fontaine – Coco Chanel (Coco avant Chanel) - Philippe Godeau és Agnès de Sacy – A javulás útján (Le dernier pour la route) - Laurent Tirard és Grégoire Vigneront – Nicolas az iskolában (Le petit Nicolas) - Alex Réval és Laurent Herbiet – Les herbes folles |
| Legjobb filmzene                 | - Armand Amar – A koncert (Le concert) - Alex Beaupain – Nem, lányom, nincs tánc (Non ma fille, tu n’iras pas danser)) - Alexandre Desplat – A próféta (Un prophète) - Cliff Martinez – A l'origine - Nicola Piovani – Isten hozott! (Welcome) |
| Legjobb hang                     | - Pierre Excoffier, Bruno Tarrière és Selim Azzazi – A koncert (Le concert) - Pierre Mertens, Laurent Quaglio és Eric Tisserand – Isten hozott! (Welcome) - François Musy és Gabriel Hafner – A l'origine - Brigitte Taikkandrier, Francis Wargnier és Jean-Paul Hurier – A próféta (Un prophète) - Vincent Arnardi – Micmacs – (N)Agyban megy a kavarás (Micmacs à tire-larigot) |
| Legjobb díszlet                  | - Michel Barthélémy – A próféta (Un prophète) - Aline Bonetto – Micmacs – (N)Agyban megy a kavarás (Micmacs à tire-larigot) - Maamar Ech-Cheikh – OSS 117 – A riói küldetés (OSS 117 : Rio ne répond plus) - François-Renaud Labarthe – A l'origine - Oliver Radot – Coco Chanel (Coco avant Chanel) |
| Legjobb jelmez                   | - Catherine Leterrier – Coco Chanel (Coco avant Chanel) - Chattoune & FAB – Coco Chanel (Coco avant Chanel) - Charlotte David – OSS 117 – A riói küldetés (OSS 117 : Rio ne répond plus) - Madeline Fontaine – Micmacs – (N)Agyban megy a kavarás (Micmacs à tire-larigot) - Virginie Montel – A próféta (Un prophète) |
| Legjobb elsőfilm                 | - Helyes kölykök (Les beaux gosses), rendezte: Riad Sattouf - A beszélő titkai (Qu’un seul tienne et les autres suivront), rendezte: Léa Fehner - A javulás útján (Le dernier pour la route), rendezte: Philippe Godeau - Az első csillagos (La première étoile), rendezte: Lucien Jean-Baptiste - Espion(s), rendezte: Nicolas Saada |
| Legjobb dokumentumfilm           | - L'enfer d'Henri-Georges Clouzot, rendezte: Serge Bromberg és Ruxandra Medrea - A tánc – A Párizsi Opera Balettje (La danse – Le ballet de l'Opéra de Paris), rendezte: Frederick Wiseman - Himalaya, le chemin du ciel, rendezte: Marianne Chaud - Ne szabadítsatok ki, majd én! (Ne me libérez pas, je m'en charge), rendezte: Fabienne Godet - Otthonunk (Home), rendezte: Yann Arthus-Bertrand                                                                                                  |
| Legjobb rövidfilm                | - Lányoknak ingyenes (C'est gratuit pour les filles), rendezte: Claire Burger és Marie Amachoukeli - ¿Dónde está Baigorria?, rendezte: Edouard Deluc - A két William (Les Williams), rendezte: Alban Mench - La maison des autres, rendezte: Foued Mansour - Séance familiale, rendezte: Cheng Chui Kuo |
| Legjobb külföldi film            | - Gran Torino, rendezte: Clint Eastwood ( USA, GER) - A fehér szalag (Das weisse Band - Eine deutsche Kindergeschichte), rendezte: Michael Haneke ( AUT, GER, FRA, ITA) - Avatar, rendezte: James Cameron ( USA, GBR) - Gettómilliomos (Slumdog Millionaire), rendezte: Danny Boyle ( GBR) - Megöltem anyámat (J'ai tué ma mère), rendezte: Xavier Dolan ( CAN) - Milk, rendezte: Gus Van Sant ( USA) - Pánikfalva (Panique au village), rendezte: Stéphane Aubier és Vincent Patar ( BEL, LUX, FRA) |
| tiszteletbeli César              | - Harrison Ford |

## Többszörös jelölések és elismerések
A statisztikában a különdíjak nem lettek figyelembe véve.
| Jelölés | Díj | Magyar cím                         | Eredeti cím                              |
| ------- | --- | ---------------------------------- | ---------------------------------------- |
| 13      | 9   | A próféta                          | Un prophète                              |
| 11      | 1   | –––                                | A l'origine                              |
| 10      | 0   | Isten hozott!                      | Welcome                                  |
| 7       | 1   | Coco Chanel                        | Coco avant Chanel                        |
| 6       | 2   | A koncert                          | Le concert                               |
| 5       | 1   | A javulás útjá                     | Le dernier pour la route                 |
| 4       | 0   | Emberrablás                        | Rapt                                     |
| 4       | 0   | –––                                | Les herbes folles                        |
| 3       | 1   | A szoknya napja                    | La journée de la jupe                    |
| 3       | 1   | Mese a szerelemről                 | Mademoiselle Chambon                     |
| 3       | 0   | Micmacs – (N)Agyban megy a kavarás | Micmacs à tire-larigot                   |
| 2       | 0   | A beszélő titkai                   | Qu’un seul tienne et les autres suivront |
| 2       | 0   | OSS 117 – A riói küldetés          | OSS 117 : Rio ne répond plus             |